# Corrie Peak
Der Corrie Peak ist ein 2263 m hoher Berg mit einer Schartenhöhe von 437 m im Südwesten der kanadischen Provinz British Columbia, im Squamish-Lillooet Regional District.

## Geographie
Der Corrie Peak liegt im Garibaldi Provincial Park am Südwestufer des Cheakamus Lake und ist Teil der Garibaldi Ranges in den Coast Mountains. Er liegt 81 km nördlich von Vancouver und 5 km nördlich des Castle Towers Mountain. Die Abflüsse der Niederschläge vom Berg fließen nordwärts in den Cheakamus Lake, der zum Einzugsgebiet des Cheakamus River gehört. Das Relief ist so gestaltet, dass der Gipfel 1430 m über den 3 km entfernten See aufragt.
| Helm Peak      | Whistler Mountain      | Cheakamus Lake      |
| The Black Tusk |                        | Castle Towers Creek |
| Gentian Peak   | Castle Towers Mountain | Mount Davidson      |

## Geschichte
Der Berg wurde 1916 von dem aus Schottland stammenden Botaniker John Davidson (1878 – 1970) benannt. In Schottland bezeichnet „Corrie“ eine steilwandige Mulde an einem Berg, was in anderen Teilen der Welt als Kar bezeichnet wird. Das Toponym des Berges wurde am 2. September 1930 vom Geographical Names Board of Canada wie auf einer topographischen Karte des Garibaldi Park bezeichnet offiziell anerkannt.

## Klima
In Bezug auf die Klimaklassifikation nach Köppen und Geiger herrscht am Corrie Peak ein Westseiten-Seeklima. Die meisten Wetterfronten stammen vom Pazifik und bewegen sich ostwärts auf die Coast Mountains zu, wo sie durch die Berge zum  Aufsteigen (Windstau) gezwungen werden, was wiederum dazu führt, dass die enthaltene Feuchtigkeit in Form von Regen oder Schnee abgegeben wird. Im Ergebnis führt das zu hohen Niederschlägen in den Coast Mountains, insbesondere zu starken Schneefällen im Winter. Die Temperaturen können unter −20 °C fallen, unter Berücksichtigung von Windchill-Einfluss unter −30 °C. Dieses Klima nährt den Corrie Glacier am Südwesthang des Berges.